# Redemptoris Missio
Redemptoris Missio é uma encíclica do Papa João Paulo II, publicado no dia 7 de Dezembro de 1990, dedicada ao tema da "urgência da actividade missionária" e da "validade permanente do mandato missionário" . Nesta carta, o Papa desejava "convidar a Igreja a renovar o seu compromisso missionário".

## Sobre a salvação dos não-católicos
Artigo principal:Salvação para os não-católicos
Nesta carta, o Papa João Paulo II exprimiu a doutrina católica sobre a salvação dos não-católicos:
| “ | Enquanto reconhece que Deus ama todos os homens e lhes dá a possibilidade de se salvarem (cf. 1 Tim 2, 4), a Igreja professa que Deus constituiu Cristo como único mediador e que ela própria foi posta como instrumento universal de salvação. […] A universalidade da salvação em Cristo não significa que ela se destina apenas àqueles que, de maneira explícita, creem em Cristo e entraram na Igreja. Se é destinada a todos, a salvação deve ser posta concretamente à disposição de todos. É evidente, porém, que, hoje como no passado, muitos homens não têm a possibilidade de conhecer ou aceitar a revelação do Evangelho, e de entrar na Igreja. Vivem em condições socioculturais que o não permitem, e frequentemente foram educados noutras tradições religiosas. Para eles, a salvação de Cristo torna-se acessível em virtude de uma graça que, embora dotada de uma misteriosa relação com a Igreja, todavia não os introduz formalmente nela, mas ilumina convenientemente a sua situação interior e ambiental. Esta graça provém de Cristo, é fruto do Seu sacrifício e é comunicada pelo Espírito Santo: ela permite a cada um alcançar a salvação, com a sua livre colaboração, […] de um modo que só Deus conhece. | ” |